# 리반 로페스
리반 로페스 아스쿠이(스페인어: Liván López Azcuy, 1982년 1월 24일~)는 쿠바의 레슬링 선수이다. 2012년 하계 올림픽 남자 자유형 라이트급 종목에서 동메달을 획득했으며 세계 선수권 대회에서 은메달 1개, 동메달 2개를 획득했다.